# Сокращая класс
«Сокращая класс» («Пропуск занятий» или «Прогуливая уроки»; англ. Cutting Class) — американский чёрный комедийный слэшер 1989 года.

## Сюжет
Пола Карсон мечется между двумя поклонниками: баскетболистом Дуайтом и недавно вышедшим из психиатрической лечебницы Брайаном, которого подозревали в убийстве собственного отца. После появления Брайана в школе начинают происходить убийства. Брайан взялся за старое, или Дуайт решил таким способом подставить Брайана? Или, может быть, убийца — школьный руководитель Полы, который готов на всё, чтобы залезть ей под юбку? Или странноватый школьный уборщик?

## В ролях
- Донован Литч — Брайан Вудс
- Джилл Шелен — Пола Карсон
- Брэд Питт — Дуайт Ингаллс
- Родди МакДауэлл — мистер Данте
- Мартин Малл — Уильям Карсон III
- Брэнда Джеймс — Колин
- Дирк Блокер — тренер Харрис